# 桑德拉·阿吉拉尔
桑德拉·阿吉拉尔（西班牙語：Sandra Aguilar，1992年8月9日—），西班牙艺术体操运动员。她曾代表西班牙参加2012年和2016年夏季奥林匹克运动会体操比赛，其中2016年奥运会获得一枚银牌。